# 3.ª División de Marines
La 3.ª División de Marines (del inglés: 3rd Marine Division) es una división de infantería del Cuerpo de Marines de Estados Unidos con base en Camp Courtney, Okinawa, Japón. Es una de las tres divisiones de servicio activo en el Cuerpo de Marines, y junto con la 1.ᵉʳ Ala Aérea del Cuerpo de Marines y el 3er Marine Logistics Group (3 MLG) constituye la III Fuerza Expedicionaria de Marines (III MEF). La división se formó durante la Segunda Guerra Mundial.

## Organización
- Cuartel general del batallón
- 3.er Regimiento de Marines
- 4.º Regimiento de Marines
- 12.º Regimiento de Marines (Artillería)
- 3.er Batallón de Reconocimiento

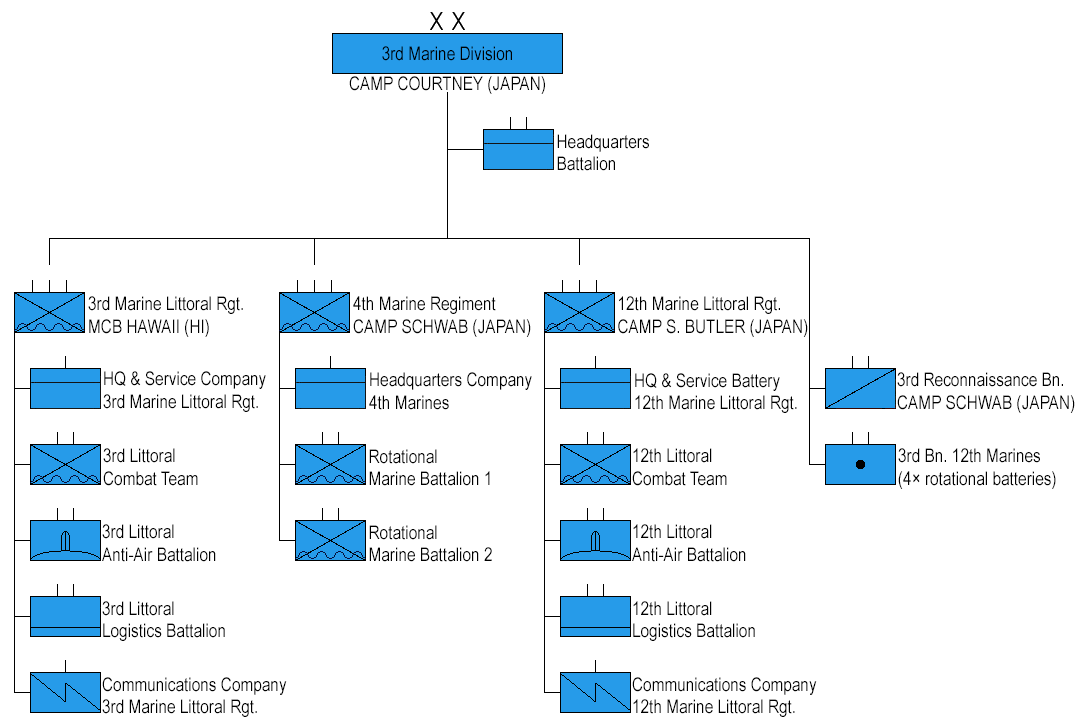
Estructura de la 3.ª División de Marines 2025

- Combat Assault Battalion

## Historia

### Segunda Guerra Mundial
La 3.ª División de Marines se activó oficialmente el 16 de septiembre de 1942 en Camp Elliott, San Diego, California. La mayoría de los miembros originales de la división fueron extraídos de los cuadros de personal de la 2.ª División de Marines. La división fue inicialmente construida alrededor del 9.º Regimiento de Marines, al mando del coronel Lemuel C. Shepherd, Jr., quien más tarde se convirtió en el 20.º comandante del Cuerpo de Marines. El mayor general Charles D. Barrett fue el primer comandante general de la División.
La división se estacionó en Auckland, Nueva Zelanda, entre enero y marzo de 1943. En junio de ese año se trasladó a Guadalcanal, como formación adicional. El 27 de septiembre de 1943, la división tomó parte de la batalla de Bougainville, combatió en la isla hasta la llegada de su última unidad, el 21.er Regimiento de Marines. Durante el curso de la batalla las bajas de la división fueron 400 muertos.
La siguiente operación en la cual toma parte la división es en la batalla de Guam. Del 21 de julio de 1944, hasta el último día de la lucha organizada, el 10 de agosto, la división luchó a través de la selva en la isla de Guam. Durante estos 21 días de enfrentamientos, la División conquistó más de 60 millas cuadradas (160 km²) del territorio y causaron más de 5000 bajas al ejército japonés. Al final de la batalla las bajas de la División fueron, 677 muertos, 3626 heridos y 9 desaparecidos.
La División permaneció en la isla de Guam para fines de entrenamiento hasta que se embarcó como parte de la fuerza de desembarco para la batalla de Iwo Jima. Aunque en un principio la división fue asignada como fuerza de reserva, no tardaría muchos días en entrar en combate. El 21.er Regimiento tocó tierra el 20 de febrero, y el 25 de febrero desembarco el 9.º Regimiento, reforzado con un batallón del 3.er Regimiento. Los marines de estos dos regimientos de infantería, apoyados por la artillería del 12.º Regimiento de Marines y los tanques del 3.er Batallón de Carros de Combate, lucharon en Iwo Jima hasta el final de la resistencia organizada el 16 de marzo. Todos los elementos de la División estaban de vuelta en Guam el 17 de abril de 1945. La lucha en Iwo Jima costaría a la 3.ª División 1131 muertos en acción y otros 4438 heridos. Tras el regreso a Guam, la División comenzó a prepararse para la invasión de Japón. Esto sin embargo, nunca se llevó a cabo a causa de la rendición de Japón en agosto de 1945. La División fue desactivada el 28 de diciembre de 1945.

## Guerra de Corea
La División fue reactivada el 7 de enero de 1952 en Camp Pendleton, California. Inmediatamente después de su activación y aún en su estado de organización, la División comenzó el entrenamiento de combate intensivo, incluyendo nuevas tácticas y maniobras sobre la base de las lecciones aprendidas en la guerra de Corea. Durante el resto de 1952, elementos de la División participaron en numerosos ejercicios y problemas de formación, incluido el asalto aéreo, operaciones de vuelo y ataque, y defensa contra las armas atómicas y misiles.
En agosto de 1953 la División llegó a Japón para apoyar la 1.ª División de Marines en la defensa de la zona del Lejano Oriente. En marzo de 1956, la División se trasladó a Okinawa y permaneció allí hasta 1965.

## Guerra de Vietnam
El 6 de mayo de 1965, la 3.ª División de Marines abrió el complejo de los Marines en la Base Aérea de Da Nang (Da Nang Air Base), Vietnam. A finales de 1965 la División tenía todas sus regimientos (3.º de Marines, 4.º de Marines y el 9º. de Marines) en tierra. En octubre de 1966, el entonces comandante general Lew Walt ordenó establecer los puntos fuertes al sur de la Zona Desmilitarizada vietnamita (DMZ). La división trasladó su cuartel general de Đà Nẵng a Phú Bài a finales de 1966. Se construyeron puestos de avanzada de a lo largo de la mitad sur de la zona de distensión en Con Thien, Gio Linh, Cam Lo y Đông Hà. Esta zona llegaría a ser conocida como la Plaza de Leatherneck. A finales de 1967 la sede se trasladó de nuevo de Phu Bai a Dong Ha en la provincia de Quảng Trị. Las dos divisiones del ejército norvietnamita a las que se enfrentaron los marines fueron, la 324B NVA División y la 320th NVA División. Algunas de las principales operaciones en 1967 y principios de 1968 en esa área fueron las operaciones Prairie IV, Hickory, Cimarron, Buffalo, Kingfishery Kentucky.Casi 8000 NVA murieron durante este período de tiempo. Las bajas de los marines fueron más de 1400 muertos y más de 9000 heridos. Se otorgaron cinco Medallas de Honor y 40 Cruces de la Armada durante este periodo de tiempo. El 14 de noviembre de 1967, el comandante de la División murió cuando su helicóptero fue alcanzado por fuego desde tierra al noroeste de Hue. Por Servicios Meritorios en la República de Vietnam, la División recibió la Presidential Unit Citation en 1967 y la Meritorious Unit Commendation en 1968. La 3.ª División partió de Vietnam del Sur en noviembre de 1969. La división se trasladó a Camp Courtney, Okinawa, donde se ubica actualmente.

## Condecoraciones
Citaciones de unidad concedidas en acción a la 3.ª División
- 2 Presidential Unit Citation

 con una estrella de bronce 
- 2 Navy Unit Commendation

  con una estrella de bronce 
- Meritorious Unit Commendation

- Asiatic-Pacific Campaign Medal

- Medalla de Victoria Segunda Guerra Mundial

- Medalla de Servicio en la Defensa Nacional

 con tres estrellas de bronce   
- Korean Service Medal

- Vietnam Service Streamer

 con dos estrellas de plata  y una estrella de bronce 
- Global War on Terrorism Expeditionay Medal

- Global War on Terrorism Service Medal

- Vietnam Gallantry Cross